# マニフェスト (RADWIMPSの曲)
「マニフェスト」は、RADWIMPSのメジャー8枚目、通算11枚目のシングル。2010年6月30日にEMIミュージック・ジャパンから発売された。

## 概要
前作「オーダーメイド」から2年半ぶりの発売となる。シングル「携帯電話」と同時リリースされた。発売日当日は、第22回参議院議員通常選挙の選挙期間中であった。

## ミュージック・ビデオ
マニフェスト
監督：直
様々なことが書かれたプラカードを持つオーディエンスとともに、国会議事堂をバックに演説風なライブを行っているが、最後にボーカルの野田洋次郎が銃撃されるというもの。撮影は横浜赤レンガ倉庫で行われ、国会議事堂は合成されたもの。

## 収録内容
| 全作詞・作曲: 野田洋次郎、全編曲: RADWIMPS。 |                  |            |            |      |
| #                                            | タイトル         | 作詞       | 作曲・編曲 | 時間 |
| 1.                                           | 「マニフェスト」 | 野田洋次郎 | 野田洋次郎 | 4:43 |
| 2.                                           | 「やどかり」     | 野田洋次郎 | 野田洋次郎 | 3:34 |
| 合計時間:                                    | 合計時間:        | 8:16       |            |      |

## 楽曲詳細
1. マニフェスト
恋人への気持ちをマニフェストに例えて歌った曲。
同時リリースのシングル曲「携帯電話」は6thアルバム「絶体絶命」に収録されているものの、この曲は未収録となっている。
ライブでは2010年のイベントライブ、2011年の「絶対延命」ツアー数公演のアンコールでしか披露されていない。
2. やどかり
ライブでは野田がキーボードを弾いている[2]。
「マニフェスト」が数回しか披露されていないのに対し、こちらは2011年の「絶対延命」ツアー、2018年の「Road to Catharsis」ツアー、2020年の「15th Anniversary Concert」でレギュラーメニューとして披露されている。

## 参加ミュージシャン

### RADWIMPS
野田洋次郎 - Vocal & Guitar
桑原彰 - Guitar
武田祐介 - Bass
山口智史 - Drums